# Recrutamento

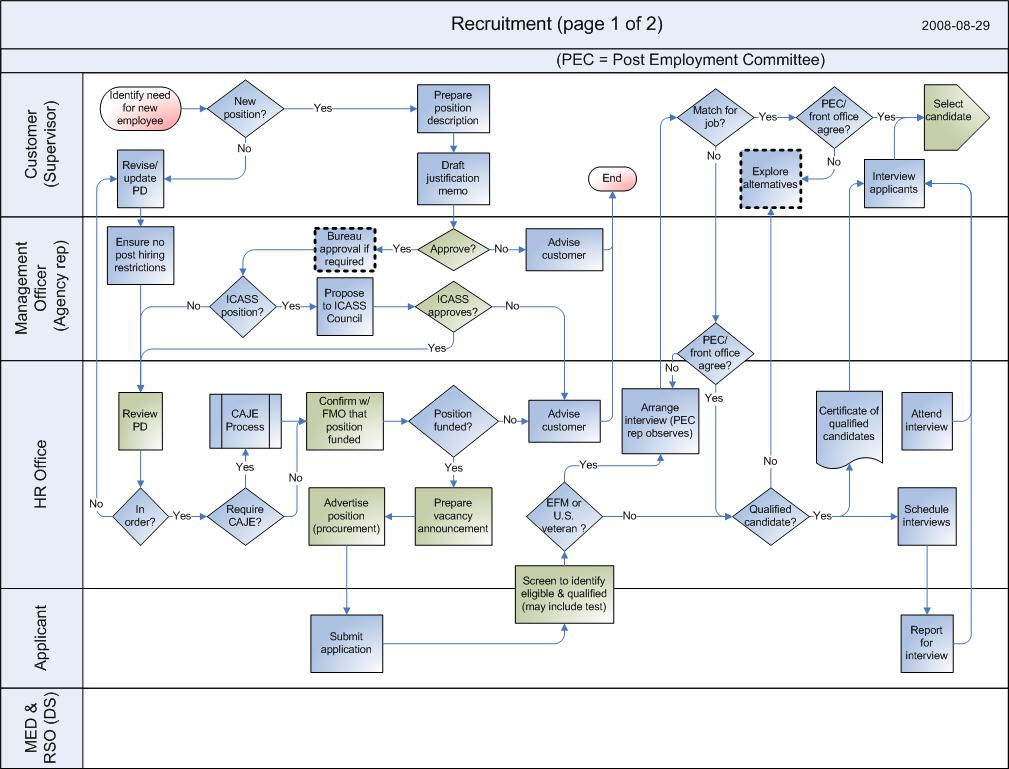
Recrutamento

Em Recursos Humanos, Recrutamento é o processo que busca atrair candidatos para as vagas existentes e possíveis de existirem. Essa atividade está sempre sendo desenvolvida e centralizada em uma área, porém quando existem vagas disponíveis as atividades são intensificadas. Está etapa é a primeira a ser desenvolvida para a contratação de um funcionário, que será finalizada quando for emitido o contrato definitivo após o período de experiência. As empresas buscam manter o cadastro de candidatos nestas unidades centralizadora, pois em casos de abertura de alguma vaga, a empresa primeiramente vai buscar possíveis candidatos nesse banco de dados. 
Responsável por um conjunto de técnicas e processos que visa captar candidatos qualificados e capazes para ocuparem cargos em uma organização. A função do recrutamento é munir a seleção de pessoal com uma importante base de candidatos. O processo de recrutamento é uma das etapas desenvolvidas pelas organizações quando abrem um processo seletivo para preenchimento de vagas. É a iniciativa de buscar pessoas interessadas a se candidatar, divulgando a oportunidade em locais de concentração do público que se quer atingir. O recrutamento é feito com base nas necessidades presentes e futuras da empresa, para conseguir fornecer a organização um número suficiente de funcionários e garantir o cumprimento dos seus objetivos.
A procura de funcionários se faz com base nas requisições de pessoal emitidas pelos supervisores e no mercado de trabalho, no qual de um lado está os empregadores e de outro os próprios profissionais. Os empregadores competem em termos de salários, condições de trabalho e benefícios oferecidos. No que tange aos candidatos competem em termos de qualificação pessoal, o que engloba habilidade, conhecimento, experiência, atitudes, aptidão e a personalidade como um todo.  As atividades de recrutamento dentro de uma organização devem ser motivadoras, para conseguir atrair futuros candidatos que poderão ingressar na empresa.
Para que o recrutamento inicial seja feito buscando bons candidatos é necessário que a organização saiba qual o perfil ideal e o que se espera para a vaga em aberto. Esse ponto é definido nas descrições das funções, que possui como um dos objetivos facilitar a captura de funcionários adequados.
O pedido de recrutamento é um documento que serve para informar o departamento dos recursos humanos de que é necessário preencher uma nova vaga.  
Os pré-requisitos necessários constantes no formulário de requisição pessoal inclui formação profissional, tipo de experiência, características de personalidade, conhecimentos e qualidades. Outro ponto que deve ser considerado ao recrutar um candidato é a cultura da organização que deve estar alinhada ao perfil dos candidatos.
Os objetivos das descrições das funções são:
- Definir a função de forma mais ampla sinalizando o que é essencial que o candidato precisa ter;
- Propiciar informações para facilitar o recrutamento, seleção e posicionamento das pessoas adequadas para cada função;
- Disponibilizar informações para facilitar a integração dos novos funcionários;
- Fornecer subsídio para avaliar e treinar as pessoas, bem como para planejamento dos recursos humanos da empresa;
- Disponibilizar subsídios para a cobrança de resultados, contribuindo desta forma para melhorar o controle na empresa.[1]

O recrutamento oferece uma base para o processo de seleção, pois se não existe funcionários aptos para ocupar uma vaga, não terá como desenvolver a seleção. O processo de recrutar exige que seja captado o máximo de pessoas com o perfil desejado para participar do processo seletivo.
Fatores críticos para o sucesso do processo seletivo:
- Alinhamento com as estratégias corporativas e políticas de RH;
- Informações sobre as atividades e habilidades da função;
- Contato durante todo o processo com a área que está requisitando o funcionário;
- Ética.
- Divulgação de detalhes da posição/cargo;
- Comunicação dos resultados após o processo de escolha do candidato.[5]

## Formas de Recrutamento
Entender qual a necessidade de um recrutamento é primordial para a validação do processo e para dar prosseguimento às próximas etapas até haver a contratação efetiva do candidato escolhido. Para atrair e reter a atenção, despertar seu interesse e ter vários candidatos aptos e efetivamente participando do processo seletivo, é primordial escolher a forma mais adequada de divulgação de uma vaga. 
Por exemplo, as formas mais comuns de divulgação é em jornais, revistas, rádio, comunicação em massa no geral, com o objetivo de atingir um público que busca vagas mais operacionais que exijam mais conhecimentos técnicos, por outro lado quando a empresa necessita de um empregado para ocupar níveis gerenciais em cargos de confiança que exigem conhecimento em gestão mais avançados, esta vaga será divulgada em um site especializado ou mesmo em assessorias terceiras de recrutamento e seleção.

### Recrutamento Interno
O recrutamento interno é quando a empresa busca preencher uma vaga, por meio do remanejamento de seus funcionários, que podem ser promovidos, transferidos para outra área ou terem um plano de carreira pessoal. As vantagens do recrutamento interno é que ele é mais econômico, rápido, apresenta um maior índice de validade e segurança, é uma fonte de motivação para os associados, reaproveita os investimentos em pessoal e desenvolve um espírito de competição sadio nas equipes. Já as desvantagens do recrutamento interno são que pode gerar conflito de interesses; a falta de novos desafios em outras organizações, devido à limitação as políticas e diretrizes organizacionais e não poder ser realizado em termos globais dentro da organização.

### Recrutamento Externo
É o processo de captação de empregados no mercado de trabalho, objetivando suprir uma necessidade da empresa em seu quadro de funcionários. O recrutamento externo utiliza com base duas fontes na prospecção de candidatos a variável tempo e custo. A variável tempo é aquela que leva em consideração o caráter de urgência de captação do funcionário do mercado, por exemplo, em caso de pedido de demissão de um empregado sem aviso prévio, esse recrutamento exige urgência, para substituição do antigo associado. A variável custo leva em consideração a viabilidade financeira, que se constitui para iniciar um processo de recrutamento e seleção. A relação entre essas duas variáveis é que quanto maior o tempo disponível para executar o recrutamento, menor o custo envolvido, e assim vice-versa. As principais técnicas de recrutamento externo são:
- Banco de dados interno da empresa (currículos)
- Indicações
- Consultorias de outplacement (consultorias que se dedicam em recolocar pessoas jurídicas que vão ser desligadas ou que estão em processo de desligamento)
- Consultorias de replacement (consultorias que se dedicam em recolocar pessoas físicas no mercado de trabalho, que vão ser desligadas ou que estão em processo de desligamento)
- Agências de emprego
- Headhunter (caçadores de talentos)
- Mídia (jornais, revistas, rádio, televisão, sites)

As vantagens do recrutamento externo é que ele traz recursos humanos com ideias e experiências novas e aproveita investimentos e desenvolvimento de pessoal efetuado por outras organizações. As desvantagens do recrutamento externo são que geralmente é um processo mais demorado, caro, menos seguro e quando monopoliza as vagas e as oportunidades dentro da empresa, gera frustração dos funcionários já contratados.

### Recrutamento Misto
Na prática as organizações nunca fazem apenas recrutamento interno ou apenas recrutamento externo, ambos se complementam e se completam, ao fazer recrutamento interno, o indivíduo deslocado para a posição vaga precisa ser substituído em sua posição atual. Se é substituído por outro empregado, o deslocamento produz uma vaga que precisa ser preenchida. Por outro lado, que se faz recrutamento externo, algum desafio, alguma oportunidade ou algum horizonte devem ser oferecidos ao novo empregado, sob pena de procurar desafios e oportunidades em outra organização que lhe pareça melhor.
Em fase das vantagens e desvantagens dos recrutamentos interno e externo, uma solução eclética tem sido preferida pela maioria das organizações, o recrutamento misto, ou seja, aquele que aborde tanto fontes internas como fontes externas de recursos humanos. O recrutamento misto pode ser utilizado em três alternativas:
- Inicialmente, recrutamento externo, seguido de recrutamento interno, caso aquele não apresente resultados desejáveis, a empresa está mais interessada na entrada de pessoal qualificado;
- Inicialmente, recrutamento interno, seguido de recrutamento externo, caso não apresente resultados desejáveis, a empresa dá prioridade a seus empregados na disputa das oportunidades existentes, não havendo à altura, parte para o recrutamento externo.
- Recrutamento interno e externo, é o caso em que a empresa está mais preocupada com o preenchimento da vaga existente, com isso a empresa assegura-se de que não está descapitalizando seus recursos humanos, ao mesmo tempo em que cria condições de saída competição profissional.[7]

## Índices de retorno
Os índices de retorno mostram a quantidade de candidatos de cada fonte são conduzidos para a próxima etapa, que é a seleção. A cada etapa é recalculada a porcentagem do processo da seleção (entrevista, testes, dinâmica); tal cálculo vai mensurar a efetividade do retorno de cada fonte de recrutamento, atraindo desta forma os profissionais mais qualificados.

## Tendências
Atualmente no Brasil há muitas empresas multinacionais que mudaram a forma de recrutamento de pessoal para se adaptar às especificidades de determinados cargos. A utilização das redes sociais já é utilizada pelas empresas, programas de jovens aprendizes, estágios e trainees que possuem prazos determinados e geralmente curtos são também uma alternativa das empresas de recrutar o público jovem, aprender e ensinar durante o contrato de trabalho, para muitas vezes efetivarem o jovem.
O processo de recrutamento e seleção passou por diversas mudanças como a inserção da internet de novas leis, dentre estas mudanças se destacam:

### Softwares de Recrutamento
Softwares de recrutamento geralmente são conhecidos como ATS  Applicant Tracking System — ou, em tradução livre, Sistema de Rastreio de Candidatos. Esses são modelos de softwares que fazem a seleção e os testes eletrônicos, automaticamente, sem a necessidade de um recrutador profissional. Alguns softwares já cuidam de praticamente todo o processo, restando para a área de RH apenas familiarizar o novo colaborador com o seu cargo e com o ambiente organizacional. Isso permite a redução significativa com custos de recrutamento, já que a organização não mais remunera agentes recrutadores para a função, todavia, apenas a manutenção e atualização dos caracteres do software. A inovação pelo E-recruiting é mais um caminho para a melhor gestão dos fatores organizacionais na busca pela competitividade, redução dos custos, re-especialização, reciclagem profissional e realocação dos fatores, sejam eles produtivos ou intelectuais.  . 
No Brasil, temos como exemplos ferramentas como a Catho, Recrutei  e trampos como exemplos de softwares de recrutamento. 
Alguns exemplos de ferramenta que já estão em grande evidência no mundo são: Jobr, Hired, Hunted, Bullhorn, Zoho Recruit, entre outros.

### Terceirização
A terceirização de funcionários por empresas contratantes de mão de obra tem crescido desde que a Lei de Igualdade de Impostos e Responsabilidade Fiscal de 1892, foi aprovada. Recentemente aproximadamente 700 dessas organizações gerenciam de dois a três milhões de trabalhadores norte-americanos de acordo com a Associação Napeo (National Association of Professional Employer Organizations ou Associação Nacional de Organizações Contratantes Profissionais). A empresa contratante da mão de obra geralmente é uma empresa de grande porte, que assume a administração das atribuições dos recursos humanos (contratação, folha de pagamento, avaliação de desempenho, administração de benefícios e dentre outros) da empresa menor e torna-se coempregadora desses funcionários.

### Agências Especializadas
Puxada pela grande revolução da internet e pelo surgimento de consultorias de recrutamento especializadas exclusivamente na área de T.I, o que parecia ser uma demanda pontual deste departamento se mostrou como o começo de mais uma tendência global de recrutamento que desde então se intensifica a cada ano, que são as agências de recrutamento especializadas em um departamento ou segmento. Este tipo de agência oferece aos clientes métodos e processos de divulgação e seleção customizados para o departamento ou segmento em que atuam. Alguns exemplos de empresa nesse formato são a: Foursales, especializada em recrutamento e seleção de área comercial, Sallomon Azzi, especializada em área jurídica, TI Works RH, especializada em TI, Habittus, especializada em TI, dentre outras.